# サギング・ホギング

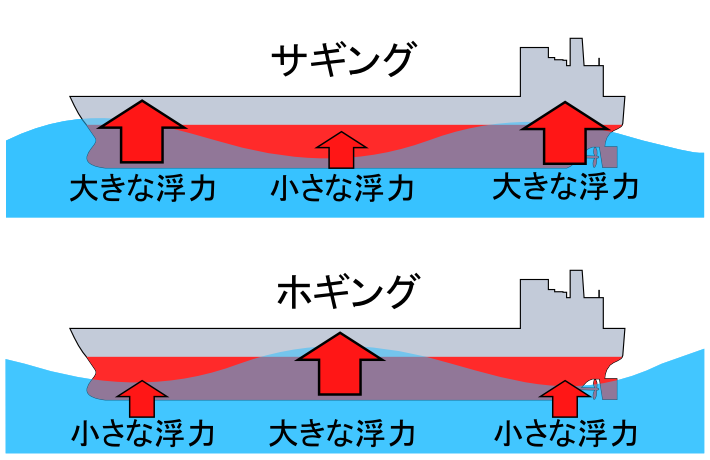

サギングおよびホギング（英語：Hogging and sagging）は、梁などの長尺形状物を縦方向に折り曲げる力（曲げモーメント）が働く現象である。中央部が下向きに曲がる状態をサギング、中央部が上向きに曲がる状態をホギングと呼ぶ。

## 船舶の場合
外洋では常に波長の長い波が発生している。浮力と重力の作用により、船首と船尾が波の頂上に持ち上げられ船体中央が波の谷間に沈む状態を「サギング」、船体中央が持ち上げられる状態を「ホギング」と呼ぶ。大波の波長が船の長さと同じ時に最悪の条件になり、ひと波ごとに船底中央を縦貫する太い構造部材であるキール（Keel、竜骨）や多数の縦隔壁に影響を及ぼす。
長期間にわたって曲げの反復が続く悪影響には金属疲労や潜在的な欠陥の拡大があり、さらに、荒天時などの急激な荷重変化の複合によってはより悪い結果となりえ、船体の変形や、最悪では破断に至った事例もある。
2002年11月19日にギリシャの石油タンカーMV プレスティージ （バハマ船籍）がスペイン北西沖で難破・沈没したのは、メンテナンス不良で船体が劣化していたところに荒天にさらされ、サギング・ホギングにより過大な力を受けて船体にき裂が生じ、結果的に破断に至ったことが原因とみられている。
ホギング、またはホグという語は、特に木造船においてキールの半永久的な湾曲を意味することもある。USS コンスティチューションでは1992年の修理時に13インチ（33センチ）のホグが見つかっている。3年間に及ぶ乾ドックでの修理の間に中央のキール部材は徐々に短くなり、ホグは落ち着いていった。また、以前の修理の際に取り外されていたホギング対策の補強部材が再び取り付けられた。ほぼ同サイズのUSSコンステレーションは、1994年に安全ではないと非難を浴びて修理に入ったが、実に36インチ（91センチ）ものホグが生じていた。
荷役の際にも、積み荷の重量分布によって船体に歪みが生じ、サグまたはホグが起こる場合がある。